# レッスルマニアXXV
レッスルマニアXXV（レッスルマニアトゥエンティーファイブ、WrestleMania XXV）は、アメリカのプロレス団体WWEが2009年4月5日に開催した、年間最大の大会レッスルマニアの第25回大会、及びPPVの名称である。

## 概要
- 25周年記念大会という事もあり、"WrestleMania XXV"よりも"The 25th Anniversary of WrestleMania"の名称が頻繁に使われた。

- テキサス州ヒューストンでのレッスルマニア開催は、2001年の第17回大会以来2回目。

- 今大会では、その第17回大会で使用したリライアント・アストロドームの隣接している最新式スタジアムのリライアント・スタジアムで開催され、会場に詰め掛けた超満員の72,744人という数字は、同会場の最多動員記録である[6]。

- オープニングでは、プッシーキャット・ドールズのニコール・シャージンガーが"美しきアメリカ"の独唱を行った。

- 各国の映画賞で高い評価を得ていたレスラーに主演した俳優・ミッキー・ロークが参加した事でも話題を呼んだ(後述)。

- リングサイドでは、90年代最強のヘビー級ボクサーの一人と言われるイベンダー・ホリフィールドが観戦していた他、ミッキー・ロークの隣では、総合格闘技イベントStrikeforceでのニック・ディアス戦を直前に控えた格闘家のフランク・シャムロックがおり、また違う席ではNASCARのドライバー、カール・エドワーズが観戦していた[7]。

- 地元自治体には4980万ドルの経済効果があり、570万ドルの地方税収入を生んだ。これはこの地区の600のフルタイムの職に相当する額となった[8]。

- 激戦となったジ・アンダーテイカーvsショーン・マイケルズ戦は多くのファン及び雑誌から年間最高試合と評され、プロレスリング・イラストレーテッドやレスリングオブザーバーの両紙においても2009年の年間最高試合に選出された。

- ディーヴァズ・バトルロイヤルの前にはキッド・ロックが大会主題歌を含む代表曲を歌い、その横をDIVA達が入場した（権利の問題上、DVDに歌唱シーンは収録されていない）。

## ミッキー・ローク参戦
今大会で大きな話題を振りまいたのは、「引退時期を逃し、自身の体や人間関係に問題を抱えながらも戦い続けるベテランレスラー」を描いた映画レスラーに主演した俳優・ミッキー・ロークの参加であった。
発端は、当時ヒールとして活動していたクリス・ジェリコが、各国の映画賞で高い評価を得たこの作品を引き合いに出して批判をした為、抗争へと発展した(無論アングルとして)。
当初はジェリコVSロークでボクシング・マッチが行われるという噂もあったが(ロークにはプロボクサーとしての経歴がある)、ローク本人は試合を否定した。
その後ジェリコは、リック・フレアーらレジェンド勢を「映画に出てきたレスラーと同じで、潮時を知らない老いぼれだ」と批判して抗争し、レッスルマニアにてジェリコと、フレアーがセコンドに付き、パイパー,スヌーカ&スティムボートの3人との試合が決定した。
そして試合に勝利したジェリコは、リングサイドで観戦していたロークを挑発。それに応えてリング上がったロークは左フックでジェリコをKOし、大歓声を浴びた。

## 結果
- ダーク・マッチ/ランバージャック形式タッグ王座統一戦 -Lumberjack Match to unify the WWE Tag Team Championship and World Tag Team Championship-

○コロンズ(カリート&プリモ)(WWEタッグ王者) vs ジョン・モリソン&ザ・ミズ(世界タッグ王者)●
- マネー・イン・ザ・バンク・ラダー・マッチ -Money in the Bank Ladder Match-

○CMパンク vs クリスチャン vs ケイン vs コフィ・キングストン vs シェルトン・ベンジャミン vs フィンレー (w / ホーンスワグル) vs マーク・ヘンリー (w / トニー・アトラス) vs MVP

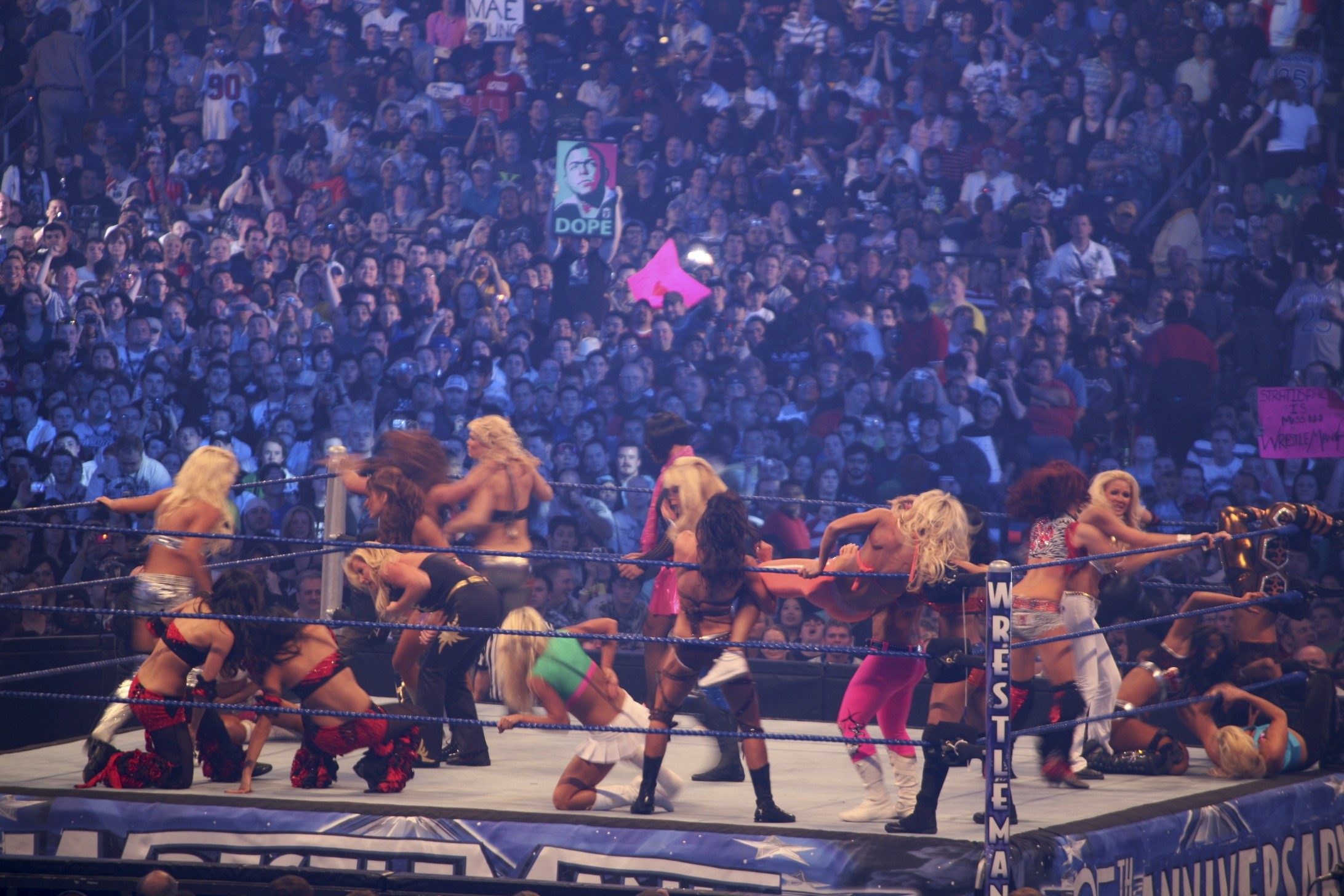
ディーヴァズ・バトルロイヤル

- 25ディーヴァズ・バトルロイヤル -25-Diva Battle Royal-

優勝者 ミス・レッスルマニア サンティーナ・マレラ
以下出場者一覧 サンティーナ・マレラ,アリシア・フォックス,イヴ・トーレス,ケイティ・リー・バーチル,ゲイル・キム,ケリー・ケリー,サニー,ジョイ・ジョバンニ,ジリアン・ホール,ティファニー,トリー・ウィルソン、ナタリヤ,ニッキー・ベラ,ビクトリア,ブリー・ベラ,ベス・フェニックス,マリア,マリース,ミシェル・マクール,ミス・ジャッキー,ミッキー・ジェームス,メリーナ,モーリー・ホーリー,レイラ,ローザ・メンデス
- ハンディキャップ・エリミネーション・マッチ -Handicap Elimination Match-

○クリス・ジェリコ vs ジミー・スヌーカ,ロディ・パイパー&リッキー・スティムボート(w / リック・フレアー)
○クリス・ジェリコ vs ジミー・スヌーカ●
○クリス・ジェリコ vs ロディ・パイパー●
○クリス・ジェリコ vs リッキー・スティムボート●
- エクストリーム・ルールズ・マッチ -Extreme Rules Match-

○マット・ハーディー vs ジェフ・ハーディー●
- WWEインターコンチネンタル王座戦 -WWE Intercontinental Championship-

●ジョン "ブラッドショー" レイフィールド(c) vs レイ・ミステリオ○
- ○ジ・アンダーテイカー vs ショーン・マイケルズ●

- トリプルスレット形式世界ヘビー級王座戦 -Triple Threat Match for the World Heavyweight Championship-

エッジ(c) vs ○ジョン・シナ vs ビッグ・ショー●
- WWE王座戦 -WWE Championship-

○トリプルH(c) vs ランディ・オートン●